# نایومی کاواسه
نایومی کاواسه (به ژاپنی: 河瀨直美) (زادهٔ ۳۰ مهٔ ۱۹۶۹) کارگردان، فیلم‌نامه‌نویس، تدوین‌گر و تهیه‌کننده اهل ژاپن است. وی از سال ۱۹۹۲ میلادی تاکنون مشغول فعالیت بوده است. فیلم او جنگل سوگوار در شصتمین جشنواره فیلم کن برنده جایزه بزرگ شده است.

## گزیده فیلم‌شناسی
- سوزاکو - ۱۹۹۷
- هوتارو - ۲۰۰۰
- جنگل سوگوار - ۲۰۰۷
- ۶۰ ثانیه تنهایی در سال صفر - ۲۰۱۱
- لوبیای شیرین - ۲۰۱۵
- درخشندگی - ۲۰۱۷
- فیلم رسمی توکیو ۲۰۲۰ - ۲۰۲۰
- مادران واقعی - ۲۰۲۰

## جایزه‌ها
- ۱۹۹۷: دوربین طلایی، جشنواره بین المللی فیلم کن: سوزاکو
- ۱۹۹۹: جایزه ویژه، ویژن دو ریل: دشت
- ۲۰۰۰: جایزه فیپرشی: هوتارو
- ۲۰۰۰: جایزه کنفدراسیون بین‌المللی سینماهای هنری (CICAE): هوتارو
- ۲۰۰۰: جایزه بهترین دستاورد در فیلمبرداری و کارگردانی، جشنواره بین‌المللی فیلم بوئنوس آیرس: هوتارو
- ۲۰۰۷: جایزه ویژه جشنواره بین‌المللی فیلم یاماگاتا: تاراشیم
- ۲۰۰۷: جایزه بزرگ جشنواره بین‌المللی فیلم کن: جنگل سوگوار
- ۲۰۱۵: نشان شوالیه هنر و ادب فرانسه
- ۲۰۱۷: جایزه هیئت داوران جهانی، جشنواره بین المللی فیلم کن: درخشندگی
- ۲۰۲۱:  جایزه فیلم ماینیچی برای بهترین کارگردان: مادران واقعی